# Artur da Costa e Silva
Artur da Costa e Silva (Taquari (Rio Grande do Sul), 3 oktober 1899 - Rio de Janeiro, 17 december 1969) was een militair en Braziliaanse politicus, en de zevenentwintigste Braziliaanse president.
Hij was president tijdens de militaire junta die met de institutionele wet van 13 december 1968 het Congres ontbond en zuiveringen onder politici, rechters, hoogleraren en journalisten doorvoerde. Costa e Silva werd gezien als een matigend figuur binnen het regime die pleitte voor een zekere liberalisering. Op 31 augustus 1969 werd hij getroffen door een hersenbloeding. Zijn functies werden niet overgenomen door vice-president Aleixo maar door drie militairen. Op 7 oktober wees de junta generaal Garrastazu Médici als presidentskandidaat en opvolger van de zieke president. Het congres werd speciaal opnieuw bijeen geroepen en op 25 oktober werd Médici gekozen als nieuwe president en op 30 oktober ingezworen. Op 17 december 1969 overleed Costa e Silva.
- Bibliothèque nationale de France: cb120759477 (data)
- Gemeinsame Normdatei: 1056323981
- International Standard Name Identifier: 0000 0000 2595 8179
- Library of Congress Control Number: n83328532
- Istituto Centrale per il Catalogo Unico: DDSV018882
- Virtual International Authority File: 4954230
- WorldCat: E39PBJmTqdD4vG7t9PfhYdJqwC

Deodoro da Fonseca ·
Peixoto ·
Morais ·
Campos Sales ·
Alves ·
Pena ·
Peçanha ·
Fonseca ·
Brás ·
Alves ·
Moreira ·
Pessoa ·
Bernardes ·
Luís ·
Prestes ·
(Junta van 1930) ·
Vargas ·
Linhares ·
Gaspar Dutra ·
Vargas ·
Café Filho ·
Luz ·
Ramos ·
Kubitschek ·
Quadros ·
Ranieri Mazzilli ·
Goulart ·
Ranieri Mazzilli ·
Castelo Branco ·
Costa e Silva ·
(Junta van 1969) ·
Garrastazu Médici ·
Geisel ·
Figueiredo ·
Neves ·
Sarney ·
Collor ·
Franco ·
Cardoso ·
Lula da Silva ·
Rousseff ·
Temer ·
Bolsonaro ·
Lula da Silva